# Trilith Studios
Trilith Studios (ранее, Pinewood Atlanta Studios) — американская студия по производству фильмов и телевизионных программ, расположенная к югу от Атланты в округе Фейет (штат Джорджия). Первоначально известная как Pinewood Atlanta Studios, студия использовалась для производства многих фильмов и телевизионных программ, в частности, фильмов киностудии Marvel Studios. Территория Trilith Studios занимает 700 акров с задним двором площадью 400 акров и 24 звуковыми сценами. Виртуальный производственный комплекс Prysm Stage должен открыться в начале 2022 года. По состоянию на 2021 год Trilith Studios является крупнейшим производственным предприятием в штате Джорджия.

## История
В апреле 2013 года компания объявила о том, что ее первая киностудия в США - Pinewood Atlanta Studios - будет расположено к югу от Атланты в комплексе, состоящем из 280 га (2800000 м2) в округе Фейет, штат Джорджия. Студия является совместным предприятием между Pinewood и River's Rock LLC, независимо управляемым трастом семьи С. Труэтта Кэти, основателей сети быстрого питания Chick-fil-A. В Pinewood Atlanta будет не менее пяти съемочных площадок. Студия Pinewood Group была привлечена в Джорджию для создания студии из-за налоговых льгот штата на фильмы.
Первым фильмом, снятым на студии, стал фильм Marvel Studios «Человек-муравей» (2015), съемки которого начались в сентябре 2014 года. В августе 2019 года Pinewood продала свои акции Pinewood Atlanta компании River's Rock LLC, при этом ожидается, что Фрэнк Паттерсон останется управлять студией.
В октябре 2020 года студия была переименована в Trilith Studios. По словам Паттерсона, название Trilith было выбрано как «дань уважения нашему британскому наследию»; его название произошло от трилитон (англ. trilithon) — архитектурного термина, обозначающего сооружение, состоящее из двух больших вертикальных камней, поддерживающих третий камень, уложенный горизонтально сверху, как, например, сооружения в Стоунхендже. В ноябре 2021 года было объявлено, что Trilith в сотрудничестве с NEP Virtual Studios откроет виртуальный производственный объект Prysm Stage в начале 2022 года.

### Town at Trilith
В 2016 году был запущен многофункциональный комплекс Pinewood Forest. Расположенный через дорогу от студии, он включает в себя дома, а также планы по строительству «кинотеатра, ресторанов, бутик-отелей, торговых и офисных помещений», построенных с использованием экологически чистых строительных материалов. В 2020 году, когда студия была переименована в Trilith Studios, Pinewood Forest был переименован в Town at Trilith. В апреле 2021 года журнал Atlanta поставил это сообщество на девятое место в своей десятке самых оживленных городских центров метро Атланты; сообщество также было самым новым в списке.

### Образование
В 2016 году звуковая сцена Pinewood Studios была открыта для образовательных целей Киноакадемией Джорджии. Ранее на этом месте располагалась начальная школа Риверс. В конце 2020 года Киноакадемия Джорджии в партнерстве с Trilith и Университетом Джорджии запустила кинопрограмму Master of Fine Arts; студенты будут работать и жить в Trilith в течение второго года обучения. В Trilith кже есть небольшая школа K-12 под названием «The Forest School».

## Сцены, студии и локации
По состоянию на ноябрь 2021 года Trilith Studios занимает территорию в 700 акров с бэклотом в 400 акров. Производственные площади студии составляют 1 миллион квадратных футов, на которых расположены 24 звуковые сцены, 40 производственных цехов и 75 000 квадратных футов сцен, оборудованных для виртуальных технологий производства. По состоянию на 2019 год Trilth Studios считалась второй по величине кино- и телестудией в Северной Америке, а по состоянию на 2021 год - крупнейшим производственным объектом в штате Джорджия.

### Призменная сцена
Prysm Stage — это виртуальный производственный комплекс на специально построенной сцене площадью 18 000 квадратных футов (1 700 м2), оснащенной светодиодными панелями и потолком с углом обзора 360 градусов. Она способна вместить большие декорации, визуальные эффекты в камере и оборудована для воспроизведения видео с помощью игрового двигателя. Кроме того, в нём есть специальная технологическая сцена, предназначенная для автомобильных съемок.

## Производство

### Как Pinewood Atlanta Studios
| - «Человек-муравей» (2015); - «Первый мститель: Противостояние» (2016); - «Пассажиры» (2016); - «Стражи Галактики. Часть 2» (2017); - «Человек-паук: Возвращение домой» (2017); - «Krystal» (2017); - «Чёрная пантера» (2018); - «Мстители: Война бесконечности» (2018); - «Человек-муравей и Оса» (2018); - «Мстители: Финал» (2019); - «Zомбилэнд: Контрольный выстрел» (2019); - «Война будущего» (2021); - «Отряд самоубийц: Миссия навылет» (2021). | - «Moon and Me» (2019); - «Love Is Blind» (2020); - «Ванда/Вижн» (2021); - «Сокол и Зимний солдат» (2021); - «Локи» (2021). |

### Как Trilith Studios
| - «Человек-паук: Нет пути домой» (2021); - «Чёрный Адам» (2022); - «Чёрная пантера: Ваканда навеки» (2022); - «Стражи Галактики. Часть 3» (2023); - «Капитан Америка: Новый мир» (2025); - «Мегалополис» (TBA). | - «Family Feud» (2021); - «Соколиный глаз» (2021); - «Steve on Watch» (2021); - «Мисс Марвел» (2022); - «Женщина-Халк: Адвокат» (2022); - «Judge Steve Harvey» (2022); - «Ночной оборотень» (2022); - «Стражи Галактики: Праздничный спецвыпуск» (2022); - «Железное сердце» (2023); - «Агата: Ковен хаоса» (2023). |